# یامائوکا کاگه‌تاکا
یامائوکا کاگه‌تاکا ((به ژاپنی: 山岡景隆 Yamaoka Kagetaka); تاریخ ورودی نامعتبر است – ۱۳ فوریهٔ ۱۵۸۵) یک سامورایی در دوره آزوچی-مومویاما بود که به خاندان اودا خدمت می‌کرد.